# Type 98 Ke-Ni

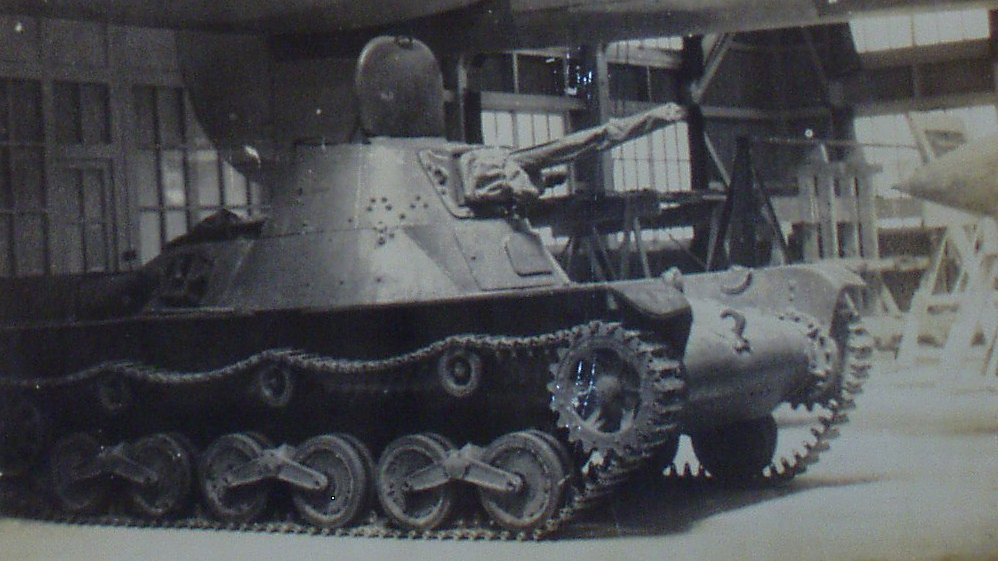
Type 98A Ke-Ni de l'armée impériale japonaise

Le Type 98 Ke-Ni (九八式軽戦車 ケニ, Kyuhachi-shiki keisensha Ke-Ni) ou Type 98A Ke-Ni Ko (aussi connu comme Type 98 Chi-Ni) a été conçu pour remplacer le Type 95 Ha-Go de l'Armée Impériale Japonaise, le blindé le plus produit au Japon durant la Seconde Guerre mondiale. Bien que conçu avant le début de la Seconde Guerre mondiale, la production n'a pas commencé avant 1942, avec 104 véhicules produits.

## L'histoire et le développement
Le Type 98 développé en 1938, était un char léger avec le même poids que le Type 95 Ha-Go, mais avec un blindage plus épais. Le premier prototype était à l'origine connu comme "Chi-Ni Modèle A", développé par Hino Motors. Le deuxième prototype était à l'origine connu comme "Chi-Ni Modèle B" (a/k/a "Type 98B Ke-Ni Otsu") et développé par Mitsubishi. Ce deuxième modèle expérimental possède un système de suspension avec quatre roues plus grandes, semblable à la suspension Christie. Lors d'essais sur le terrain, le "Modèle A" a démontré sa supériorité en matière de performances, en particulier dans les capacités hors route. Ainsi ce nouveau design a été accepté. Cependant, le nouveau modèle d'Hino n'est pas entré en production à l'époque. Ceci peut être à cause des performances adéquates du Type 95 Ha-Go contre les chars obsolètes de l'Armée nationale révolutionnaire de la République de Chine.
Avec le début de la Seconde Guerre mondiale dans le Pacifique, l'État-major de l'Armée impériale japonaise a réalisé que le Type 95 était vulnérable aux tirs de mitrailleuse de calibre .50 et a essayé de développer un char léger avec le même poids que le Type 95, mais avec un blindage plus épais. Un contrat de production pour le Type 98 Ke-Ni a été attribué à Hino Motors. La production en série a commencé en 1942. Un total de 104 Type 98 connus ont été construits. A la fin de la guerre, la Marine Impériale avait la priorité sur l'acier pour la construction de navires de guerre et d'avions, délaissant l'Armée Impériale Japonaise  pour construire des chars.
| Étalement de la production du Type 98 Ke-Ni | Étalement de la production du Type 98 Ke-Ni | Étalement de la production du Type 98 Ke-Ni | Étalement de la production du Type 98 Ke-Ni |
| ------------------------------------------- | ------------------------------------------- | ------------------------------------------- | ------------------------------------------- |
| Année                                       | 1941                                        | 1942                                        | 1943                                        |
| Nombre produit                              | 1                                           | 24                                          | 79                                          |
| Total                                       | 1                                           | 25                                          | 104                                         |

## Conception
La conception du Type 98, en comparaison avec le Type 95, plus blindé, amélioration de la forme de la caisse, utilisation d'un moteur Mitsubishi Type 100 6 Cylindres refroidi par air, d'une puissance de 130 chevaux, situé latéralement pour rendre la maintenance plus facile. Le char était plus bas de 50 cm, et un peu plus léger et plus court que le Type 95. Il était capable de rouler à 50 km/h, même avec son épais blindage. à l'aide, qui a transféré Le Type 98 avait une meilleure stabilité par rapport à son prédécesseur, notamment aux trois paires de bogies avec six roues connectées au châssis transférant tout mouvement des bogies en mouvement latéral absorbé par des ressorts.
Contrairement à la tourelle unipersonnelle du Type 95, le Type 98 avait deux hommes dans la tourelle, ce qui offre plus de place pour le canonnier/commandant. Dans la tourelle a été monté un Type 100 de 37 mm avec un angle de tir de -15 à +20 degrés, une vitesse à la bouche de 760 m/s, et une mitrailleuse coaxiale de 7,7 mm. Le conducteur était situé dans au centre du châssis. Pour manœuvrer le char, il utilisait un volant standard.

## Variantes

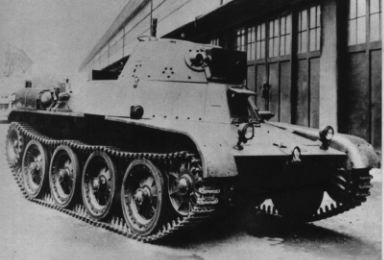
Le prototype du Type 98B développé par Mitsubishi

- Type 98B Ke-Ni Otsu (九八式軽戦車（乙型）, Kyuhachi-shiki keisensha (Otsu-gata)?)

Une alternative pour le Type 98A conçue par Mitsubishi et fabriquée par Hino. La caractéristique la plus distincte était la suspension avec quatre grandes roues pris en charge par des ressorts hélicoïdaux, similaire à la suspension Christie. Il était un modèle expérimental, qui n'est jamais entré en production.
- Type 2 Ke-To

Une amélioration du Type 98A, équipé du canon plus puissant Type 1 de 37 mm et doté d'une vitesse à la bouche de 800 m/s. Le nouveau canon de 37 mm utilisé a donné au char "des performances légèrement meilleures". Le Type 2 Ke-To a été mis en production, en 1944-1945 avec 34 chars construits.
- Type 98 20 mm Anti-aérien

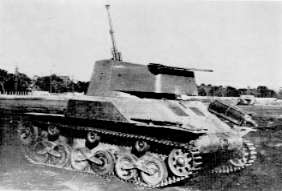
Type 98 Ta-Se char antiaérien

En novembre 1941, le développement a commencé avec une version anti-aérienne du Type de 98 avec un canon de 20 mm Antiaérien converti à partir du Canon antiaérien Type 98 20 mm dans une tourelle circulaire. Le premier prototype a été désigné Type 98 Ta-Se, pour Taikū ("anti-air") sensha ("char"). Pendant les essais, il a été déterminé que le châssis était trop petit pour être une  plate-forme de tir stable. Il y eut aussi un prototype construit avec deux canons antiaérien Type 2 de 20 mm jummelés. , Il était connu sous le nom de Type 98 20 mm So-Ki. Le projet a été annulé et aucun char n'est entré en production.